# Albert Žirovnický
Albert Žirovnický (* 22. května 1968 Praha) je český odsouzený vrah a kverulant, který byl odsouzen rozsudkem vrchního soudu (20. srpna 2002) k trestu odnětí svobody na 16 let za vraždu prodavače fotoaparátů v prodejně Q-foto Milana Hosnedla. Známý je tím, že napsal z vězení nejvíce žalob na Českou republiku ze všech prozatím odsouzených vězňů. Podal jich přibližně 200. Mezi jeho nejznámější patří žaloba na ochranu osobnosti, ve které žádal o odškodnění za to, že je nucen v budovách státních orgánů, tedy věznici, dýchat cigaretový kouř. Prozatím je jediným odsouzeným, který vyhrál dva evropské soudy proti České republice. Jeho iniciály A. Ž. lze nalézt i ve sbírce zákonů (nález Ústavního soudu č.341/2010 Sb.).

## Život
Albert Žirovnický se narodil 22. května 1968 v Praze, kde také chodil na základní školu. Patřil mezi premianty třídy a základní vzdělání dokončil s vyznamenáním. Po základní škole nastoupil na střední školu zeměměřickou, kterou v roce 1987 zakončil složením maturitní zkoušky. V patnácti letech se začal věnovat hře na kytaru a působil v několika rockových kapelách. V roce 1988 byl jedním ze zakladatelů skupiny Kurtyzány z 25. avenue. Po konfliktu s ostatními členy kapely byl vyhozen a vymazán z její historie. Civilní službu vykonával na oddělení LDN ve Vinohradské nemocnici. Před tím se pokoušel vykonávat civilní službu u hasičského záchranného sboru.
Pracoval jako diskžokej. Hrál například v klubu Arabela, Arkádia, ve Slovanském domě a podobně.

### Vražda Žirovnického babičky
19. března 1993 byla v bytě ve Vršovických objevena mrtvola ženy v důchodovém věku. Policie podezřívala z tohoto činu jejího nejstaršího vnuka, Alberta Žirovnického. Žirovnický byl zadržen a umístěn ve vazební věznici na Pankráci, celu sdílel s Ivanem Roubalem. Později byl převezen do vazební věznice Ruzyně. Zde se poznal s Ivanem Jonákem, kontroverzním podnikatelem a majitelem Discolandu Sylvie. Policie neprokázala, že by byl vrahem Ludmily Žirovnické a byl z vazby propuštěn.
Po propuštění nemohl Žirovnický vykonávat své dřívější povolání diskžokeje kvůli vadě řeči, která byla zapříčiněna stresem z vazební věznice. Nastoupil do agentury, která se starala o tanečnice pracující v go-go baru Zlatý strom. V září 1996 začal pracovat na pozici provozního v Discolandu Sylvie a propracoval se až na pozici ředitele. V červenci 1998 byl Žirovnický odsouzen za krádež mincí v bytě Ludmily Žirovnické v době její smrti. Žirovnický tento čin od začátku popírá. V roce 2000 vypukla ve věznici Vinařice, kde si Žirovnický odpykával svůj trest, vzpoura. Vězni si ho zvolili za svého mluvčího. Ke vzpouře se přidalo 17 dalších věznic.
V březnu 2000 byl podmínečně propuštěn.

### Vražda prodavače Milana Hosnedla
Po propuštění se seznámil se svou pozdější manželkou Sylvou Sarah Žirovnickou a odstěhoval se s ní do pronajatého domu v obci Rymaně. V říjnu roku 2000 byla objevena v prodejně Q-foto v Praze mrtvola prodavače Milana Hosnedla. Byl uškrcen prádelní šňůrou. Žirovnického i jeho tehdejší manželku policie po domovní prohlídce v březnu 2001 zadrželi. Kvůli domovní prohlídce, kterou policie v březnu 2001 provedla, se Žirovnický soudil a tvrdí, že byla nezákonná . V médiích se objevila zpráva, že Žirovnický Hosnedla opil a později uškrtil, to ale toxikologické vyšetření Milana Hosnedla vyvrátilo. Na tehdy stanovenou dobu smrti 13. října 2000 měl Žirovnický alibi, které mu potvrdil personál v hotelu Atom v Třebíči; policii ho odevzdal v březnu 2001. 25. června 2001 požádali vyšetřovatelé o změnu pitevního protokolu a doba smrti Milana Hosnedla se změnila. Na změněnou dobu smrti Milana Hosnedla Žirovnický alibi neměl. Později byl odsouzen k trestu odnětí svobody na 16 let. Po předchozí podmínce, která se mu proměnila, strávil za mřížemi téměř 18 let. 5. ledna 2019 byl Žirovnický propuštěn. Po celou dobu svého věznění i po propuštění vinu na smrti M. Hosnedla odmítá. Několikrát se neúspěšně pokusil o obnovu procesu. Nyní na svých webových stránkách zveřejňuje listy ze svého spisu ve snaze očistit své jméno.
Žirovnický byl vězněn nejprve ve věznici Bory. Následně byl převezen do věznice Valdice, odkud byl převezen do věznice Mírov. Z věznice Mírov byl také nakonec 5. ledna 2019 propuštěn.

### Po propuštění z vězení
Albert Žirovnický žije od propuštění z věznice Mírov v Praze. 2.4.2019 promluvil ve sněmovně na téma podmínečné propuštění. Na svém Facebooku zveřejňuje diskutabilní příběhy odsouzenců a snaží se tak o vyvolání diskuze mezi širší veřejností. Točí videa na YouTube, ve kterých sděluje své názory na českou justici. Dlouhodobě spolupracuje s publicistou Janem Šináglem. Spolupráci s ním navázal ještě ve výkonu trestu. Po propuštění jejich spolupráce stále trvá. Naposledy Jan Šinágl uveřejnil video, ve kterém se Albert vyjadřuje k jednání městského soudu v Praze v jeho věci. Společně s Romanem Ševčíkem založil Žirovnický Nadační fond V.S. Alberta Žirovnického Archivováno 6. 3. 2022 na Wayback Machine., který je určen k podpoře příslušníků vězeňské služby a spolek Basmani.cz, který slouží k podpoře propuštěných vězňů v jejich snaze se zařadit zpět do společnosti. Ke spolku náleží i e-shop, který nabízí dárkové předměty vyrobené osobami s trestnou minulostí. Pomocí tohoto e-shopu je financován Nadační fond V.S. Alberta Žirovnického. Od září 2021 Žirovnický studuje na fakultě právnické Západočeské univerzity v Plzni.

### Soukromý život
Žirovnický je bezdětný a rozvedený. Od srpna 2020 má partnerku, která na sociálních sítích vystupovala pod pseudonymem Inka Nestling, v prosinci 2020 si změnila svůj pseudonym na Jiřička Pískle Nestling. Její skutečná totožnost není známá.

## Žirovnického žaloby

### Žaloby k soudům České republiky
Žirovnický se po celou délku svého trestu soudil. Napsal více než 200 žalob na stát a vězeňskou službu. Mezi ty nejznámější patří žaloba na ochranu osobnosti, ve které se domáhal odškodnění za to, že byl nucen ve vězení dýchat cigaretový kouř. Mediálně známá je také žaloba proti nezákonnému plošnému odběru DNA ve věznicích nebo žaloba na zamítnutí jeho žádosti o možnost studovat vysokou školu po internetu. Ve svých žalobách se zabýval otázkou nebezpečných vězeňských autobusů, které neodpovídají bezpečnostním předpisům, ač se jedná o vozidla používaná k přepravě vězňů mezi jednotlivými věznicemi. Na štědrý den roku 2013, Žirovnický v této žalobě upozorňoval na nebezpečí, které při přepravě těmito autobusy vzniká. V květnu 2019 se stala tragická havárie vězeňského autobusu, při které došlo k úmrtí dozorce. Žirovnický upozorňoval i na nedostatečnou požární ochranu ve věznicích. V září 2020 ve věznici na Borech uhořel vězeň. Okolnosti případu jsou podezřelé.

### Žaloby k evropskému soudu pro lidská práva ve Štrasburku (ESLP)
Žirovnický vyhrál dvě pře u Evropského soudu pro lidská práva ve Štrasburku. V první žalobě se jednalo o ilegální věznění z 30. září 2010. Druhá žaloba se týkala nepřiměřené doby soudního řízení z 8. února 2018.
Žirovnický se svými vědomostmi z českého i evropského práva snažil pomáhat spoluvězňům. Napsal například stížnost k evropskému soudu pro lidská práva ve Štrasburku doživotně odsouzenému Robertu Tempelovi. Zasloužil se tak o to, že Tempel 25. června 2020 vyhrál nad Českou republikou. V rozsudku ESLP ve věci Tempel je mimo jiné konstatována dysfunkce české trestní justice. Česká republika se následně odvolala k velkému senátu. Evropský soud odvolání nepřijal. Robert Tempel tak získal naději na obnovení svého procesu, o které zažádal 8. prosince 2020, což vedlo 29. července 2021 Ústavní soud k zrušení doživotního trestu a vrácení věci Vrchnímu soudu v Praze. 15. října 2021 potvrdil zrušení odsuzujícího rozsudku Roberta Tempela i vrchní soud a 20. října byl Robert Tempel propuštěn na svobodu. Stal se tak prvním doživotně odsouzeným vězněm, který se po zásahu ESLP zařadil mezi nejzávažnější potvrzené justiční omyly České republiky a střední Evropy.